# Pedro Manso
No se debe confundir con su tío Pedro Manso de Zúñiga, obispo de Calahorra.
Pedro Manso de Zúñiga y Solá (?, c.1569-Madrid, 29 de noviembre de 1610) fue un clérigo y hombre de estado español.

## Biografía
De origen noble, miembro de la familia del conde de Hervías. Fue alumno de la universidad de Salamanca, provisor de su tío el obispo de Calahorra Pedro Manso de Zúñiga y Medrano, arcediano de Bilbao, y sucesivamente oidor de la Audiencia de Pamplona, de la Chancillería de Granada, alcalde de corte, presidente de la Real Audiencia de Valladolid y presidente del Consejo de Castilla. Felipe III le concedió el título de patriarca de las Indias Occidentales y Paulo V el arzobispado de Cesárea.
Protegido por su tío, recibió la bendición de Teresa de Jesús y, después, fue hecho provisor y arcediano de Santo Domingo de la Calzada. Durante el ejercicio del cargo, Sixto V publicó un motu proprio respecto a la provisión de beneficios patrimoniales del obispado de Calahorra. En este sentido, Manso fue enviado a dar cuenta a Felipe III. Parece que fue bien acogido y se le dio una plaza en la Audiencia de Pamplona, en la que estuvo dos años hasta que Juan de Zúñiga Avellaneda y Bazán, conde de Miranda y presidente del Consejo de Castilla, le otorgó una a la Chancillería de Granada y, dos años después, creyó el conde conveniente que estuviera presente en la corte y le hizo alcalde de corte.
Amigo y colaborador del privado de Felipe III, el duque de Lerma, sucedió a Juan Bautista de Acevedo en el cargo de presidente del Consejo de Castilla, que había muerto en el cargo el julio de 1608. Manso, de hecho, era en origen un simple alcalde de corte y no era un personaje conocido, y eso sorprendió a la corte, más aún cuando se reveló su incapacidad para desarrollarse en el cargo. Durante su mandato se llevó a juicio y se condenó a arresto domiciliario a Juan de Mariana, que había criticado los grandes gastos del palacio real, los oficios que eran vendidos o regalados a personas por acciones de nepotismo o afinidad a altos cargo cortesanos.
Fue nombrado patriarca de las Indias el 21 de febrero de 1609, título al que se le acababa de asignar una renta de 20.000 ducados a partir de la nueva parte que correspondía al rey que procedía de las rentas de las vacantes eclesiásticas americanas. Poco después también era nombrado por el papa arzobispo titular de Cesarea de Palestina. Retirado de la vida pública por motivos de salud, murió a los 41 años, un mes después de haber cesado en la presidencia de Castilla. Manso fue enterrado en la capilla mayor de la catedral de Santo Domingo de la Calzada. Después de su muerte, el 1610, el título quedó vacante, y las rentas que se percibía fueron destinadas a la construcción del Real Convento de la Encarnación de Madrid.